# Bertil Berthelsson
Alfred Erik Bertil Berthelsson, född 11 april 1902 i Njurunda församling, död 11 februari 1977 i Västerhaninge församling, var en svensk sjöofficer. Han var son till köpmannen Alfred Berthelsson och Anna Backman.
Berthelsson avlade sjöofficersexamen vid Kungliga Sjökrigsskolan 1926 och utnämndes då till fänrik. Han blev underlöjtnant 1928, löjtnant 1929, kapten 1938, kommendörkapten av andra graden 1943, av första graden 1946, kommendör 1951, konteramiral 1954 och viceamiral i reserven vid pensioneringen 1967.
Han var fartygschef på HMS Tre Kronor 1949, flaggkapten i Kustflottan 1951, chef för Marinstaben 1953–1957, chef för Kustflottan 1957–1961 och chef för Marinkommando Syd 1961–1963.
Ordförande för Kungliga Örlogsmannasällskapet 1961–1963. Ledamot av Kungliga Krigsvetenskapsakademien.

## Utmärkelser
- Kommendör med stora korset av Svärdsorden, 6 juni 1964.[2]